# Bernd-Dieter Meier
Bernd-Dieter Meier (* 3. Oktober 1955 in Frankfurt am Main) ist ein deutscher Jurist und Kriminologe. Er lehrt als Universitätsprofessor an der Juristischen Fakultät der Gottfried Wilhelm Leibniz Universität Hannover.

## Biographie
Nach dem Abitur am humanistischen Friedrichsgymnasium in Kassel 1974 folgte das Studium der Rechtswissenschaften an der Georg-August-Universität Göttingen; erstes Staatsexamen 1979, und zweites Staatsexamen 1985. Von 1979 bis 1982 sowie von 1985 bis 1992 wissenschaftlicher Mitarbeiter bei Heinz Schöch, Hochschulassistent und Hochschuldozent an der Juristischen Fakultät der Universität Göttingen. 1981 hatte Meier einen Forschungsaufenthalt an der University of California, Los Angeles. In Göttingen erfolgte 1983 die Promotion mit einer empirisch-kriminologischen Arbeit über die Strafzumessung bei Rückfalltätern in Deutschland und den USA. 1991 erfolgte die Habilitation mit einer empirischen Arbeit über die Kostenlast im Strafprozess sowie Erlangung der venia legendi für Strafrecht, Strafprozessrecht und Kriminologie.
Im Sommersemester 1992 war Meier Vertretung der Professur für Strafrecht mit Jugendstrafrecht und Kriminologie an der Universität Potsdam. Seit dem Wintersemester 1992/93 ist er Professor für Strafrecht, Strafprozessrecht und Kriminologie am Fachbereich Rechtswissenschaften der Gottfried Wilhelm Leibniz Universität Hannover. Von 1998 bis 2000 war er Dekan am Fachbereich Rechtswissenschaften, von 2002 bis 2004 Studiendekan.
Für die Initiative White IT erstellte Meier eine Studie zu den Verbreitungswegen von Kinderpornografie im Internet. Die vorläufigen Ergebnisse dieser Studie wurden im Rahmen eines Symposiums am 24. und 25. November 2010 in Hannover, die finale Studie am 3. Mai 2011 in der Bundespressekonferenz in Berlin vorgestellt.